# 전곡국민학교 양원분교
전곡국민학교 양원분교는 대한민국 경기도 연천군 전곡읍 양원리에 있었던 공립 초등학교이다.

## 학교 연혁
- 1991년 2월 28일: 폐교[1]